# (642) Clara
(642) Clara ist ein Asteroid des Hauptgürtels, der am 8. September 1907 vom deutschen Astronomen Max Wolf in Heidelberg entdeckt wurde. 
Der Asteroid wurde nach einer der Haushälterinnen des Entdeckers benannt.